# Quatrevingt-treize
Quatrevingt-treize (Frans voor 93, volgens de officiële spellingsregel wordt het echter als quatre-vingt-treize geschreven) is de laatste roman van Victor Hugo. De roman, die in 1874 verscheen, speelt zich af tijdens de verschrikkelijkste jaren van de Franse Revolutie: de Terreur. Oorspronkelijk was deze roman bedoeld als laatste deel van een trilogie over de Franse Revolutie. L'Homme qui rit zou het eerste deel zijn, maar Hugo heeft zijn opzet nooit afgewerkt. Het tweede deel over de monarchie werd nooit geschreven. Quatrevingt-treize gaf Hugo de gelegenheid om zijn conclusies over de Franse Revolutie en haar legitimiteit te publiceren en impliciet te verwijzen naar de Commune.

## Voorstelling

### Ontstaan en ontvangst
Quatrevingt-treize werd geschreven op Guernsey van december 1872 tot juni 1873, maar Hugo was al in 1862 met het project begonnen, na de uitgave van Les Misérables. Hij liet de roman gedurende tien jaar ongemoeid om zich te concentreren op andere romans zoals Les Travailleurs de la mer (1866) en L’Homme qui rit (1869). Hugo begon pas vanaf december 1872 echt te schrijven aan de roman. In hetzelfde jaar werkte hij ook aan een belangrijke historische documentatie. Hij werkte de roman af tussen juni en juli van 1873. Het boek werd uitgegeven op 19 februari 1874 bij Michel Lévy en droeg de titel Quatrevingt-treize, eerste verhaal: De burgeroorlog.
Zijn werk kende een onmiddellijk succes: na twaalf dagen waren al 8000 exemplaren verkocht; de luxe-editie was al op het einde van juni 1874 uitgeput en in 1876 werden al 200000 exemplaren gedrukt voor er bij Hugues een nieuwe, populaire en uitgebreid geïllustreerde editie verscheen.
In 2015 verscheen de Nederlandse vertaling van Tatjana Daan, 1793, bij uitgeverij Papieren Tijger.

### Samenvatting
Het verhaal begint wanneer de markies van Lantenac aankomt in Bretagne en de leiding neemt over de Bretoense contrarevolutie tegen de aanhangers van de Republiek. Hij zal in het vizier gehouden worden door de revolutionairen en in het bijzonder door zijn neef, Gauvain, die aan de kant van de revolutionairen staat. Gauvin wordt in het oog gehouden door zijn mentor Cimourdain, die in opdracht werkt van het Comité de Salut Public.
We zien een confrontatie tussen twee patronen, tussen twee visies op de geschiedenis en twee waardesystemen. De markies van Lantenac belichaamt het ancien régime, het heilige, de traditie, de loyaliteit en het antimaterialisme ten voordele van het spirituele. Zijn neef daarentegen staat voor het modernisme en het revolutionaire en republikeinse idealisme.
Het derde personage is het hoofdpersonage en overkoepelt de twee protagonisten door het uitgekiende karakter dat Hugo eraan geeft. Cimourdain is het hoofdpersonage, uitgezonden door het Comité de Salut Public. Hij is een voormalig priester die werd klaargestoomd door Lantenac om mentor te zijn van Gauvain, aan wie hij zijn republikeins ideaal heeft doorgegeven. Gauvin staat voor de edelmoedige, saamhorige republiek terwijl Cimourdain de zwarte, onbuigzame kant van de republiek representeert. Cimourdain is « la ligne droite qui ne connaît pas la courbe » (de rechte lijn die geen bochten vertoont),wat wil zeggen dat hij genadeloze gerechtigheid nastreeft, waar geen plaats is voor gevoelens en het menselijke. Naast Cimourdain zijn er nog drie helden in het boek namelijk de drie ellendelingen, voorgesteld door drie verlaten kinderen. Elk kind heeft zijn eigen drama en zijn eigen einde.
Twee delen van de tekst trekken voornamelijk de aandacht: het eerste verhaal gaat over de bijzondere (fictieve) ontmoeting tussen drie grote figuren van de Franse Revolutie: Marat, Danton en Robespierre. De tweede beschrijft gedetailleerd een zitting van de Nationale Conventie.

## Analyse
Quatrevingt-treize plaatst voornamelijk het verloop van de contra-revolutie in de Vendée op de voorgrond en toont het contrast tussen “les bleus”, de revolutionairen, en ”les blancs”, de monarchisten, aan.
Hugo vindt het belangrijk onpartijdig te blijven. Hij laat heel nauwkeurig zowel de negatieve punten als de deugdelijkheid van beide partijen zien. (Le paysan breton parlant une langue morte (?), ce qui est faire habiter une tombe à sa pensée)(De Bretoense boer spreekt een dode taal (?), en dat komt overeen met zijn gedachte die in een graf woont). Een persoonlijke aantekening uit 1856 beschrijft bovendien de aard van zijn ambities: "Als ik de geschiedenis van de Franse Revolutie zou neerschrijven (en dat zal ik doen), dan zou ik alle misdaden van de revolutionairen vermelden, maar ik zou wel zeggen wie de echte schuldigen zijn, en dat zijn de misdaden van de monarchie.”

### VanBalzacnaar Hugo
De lectuur van Quatrevingt-treize en het onderwerp van La Vendée onder de wapens hebben de universitairen ertoe aangezet een verband te leggen tussen het werk van Balzac en dat van Hugo over hetzelfde onderwerp, namelijk de burgeroorlog tussen de republikeinen en de royalisten (de chouannerie). Ook stellen ze zich vragen over Hugo’s stilzwijgen over zijn voorganger, voor wie hij een emotioneel eerbetoon had gehouden tijdens zijn lijkrede. Het is moeilijk in te schatten hoe sommige romans een voorbeeld of een inspiratie konden zijn voor Hugo, behalve dan die van Jules Barbey d'Aurevilly, die in niets lijkt op Hugo. Enkel Les Chouans van Honoré de Balzac lijkt een geldige en de meest waarschijnlijke literaire bron van inspiratie voor Quatrevingt-treize. Toch verschijnt dat werk nergens in wat we "het archief" van Hugo in Quatrevingt-treize noemen, ondanks het literair belang van het boek van Balzac en het feit dat Hugo noch het bestaan, noch de inhoud van het boek van Balzac kon ontkennen. De zaak is dus nog niet gesloten.

### Nederlandse vertaling
In het Nederlands verscheen Quatrevingt-treize bij uitgeverij Papieren Tijger: https://papierentijger.org/boek/1793/
- Bibliothèque nationale de France: cb11946689c (data)
- Gemeinsame Normdatei: 4335732-5
- Nationale Bibliotheek van Israël: 987007583101605171
- Virtual International Authority File: 182116339